# Otyń
Otyń (niem. Deutsch-Wartenberg, Wartenberg) – miasto w Polsce położone na historycznym Dolnym Śląsku, w województwie lubuskim, w powiecie nowosolskim, w gminie Otyń, nad rzeką Śląska Ochla. Otyń posiadał prawa miejskie w latach 1329–1945 i odzyskał status miasta z dniem 1 stycznia 2018.

## Historia
Pierwsze wzmianki o Otyniu pochodzą z roku 1322, nosił wówczas nazwę Wartinberg. Było to miasto otwarte bez obwarowań należące do księstwa żagańskiego. W połowie XV wieku stało się własnością rycerską, gdy bracia Hans i Nikiel von Rechenberg kupili majątek otyński od króla czeskiego Władysława. W latach 1649–1776 miasto należało do zakonu Jezuitów. W 1702 roku w mieście wybuchł pożar, niszczący jego znaczną część.
14 lutego 1945 Otyń został bez walk zajęty przez armię radziecką. Podczas zajmowania miasta Rosjanie spalili fabrykę rowerów i zrabowali klasztor. Odebranie po wojnie Otyniowi tytułu miasta znacznie zmniejszyło jego rolę w okolicy. W okresie PRL największym zakładem produkcyjnym był PGR.
W latach 1954-1972 wieś Otyń była siedzibą gromady Otyń. W latach 1975–1998 miejscowość położona była w województwie zielonogórskim. W 1970 Otyń zamieszkiwało blisko 1100 osób.

## Zabytki
Do wojewódzkiego rejestru zabytków wpisane są:
- historyczny układ urbanistyczny, z XIV-XIX wieku
- kościół parafialny pw. Podwyższenia Krzyża Świętego, późnogotycki z 1585 roku, przebudowany w 1607 roku, 1704 roku,  wieża zrekonstruowana w latach 2013-14 po zawaleniu się 8 sierpnia 2012[6]; obecnie sanktuarium Matki Bożej Klenickiej Królowej Pokoju, ul. Kościelna
- zespół klasztorny jezuitów, z XVI-XVII wieku, z lat 1703-1721:
  - kościół
  - ruiny zamku gotyckiego z XV wieku, późniejszego klasztoru jezuitów
- ratusz, Rynek, późnoklasycystyczny z XVIII wieku, 1844 roku, XIX wieku
- dom, ul. Chrobrego 35, z połowy XIX wieku
- zespół folwarczny, ul. Lipowa 7, z XVIII wieku:
  - dom mieszkalny
  - chlewnia, obecnie obora
  - spichlerz - magazyn
  - aleja lipowa
- domy, ul. Mickiewicza 2 (d.1), 4 (d. 2), 5 (d. 9), 6 (d. 3), 8 (d. 4), 9 (d. 11), 10 (d. 5), 19, z XVIII wieku, z połowy XIX wieku
- dom, ul. Rejtana 9
- domy, Rynek 2, 3, 4, 5, 6, 8, 9, 10, 11, 13, 14, 16, 17, 18, 19, 20, 21, 22, 23, 24, z XVIII wieku, z połowy XIX wieku, z połowy XX wieku
- dom, ul. Sienkiewicza 2 (d. Chrobrego 47), z XVIII wieku.

## Sport
W Otyniu działał Klub Sportowy Orzeł Otyń, który obecnie zawiesił swoją działalność.
W Szkole Podstawowej działa klub sportowy UKS "Spartakus" Otyń. Trenują tam gracze tenisa stołowego.

## Współpraca
- Falkenberg/Elster
- Cumań
- Zuberzec

## Galeria

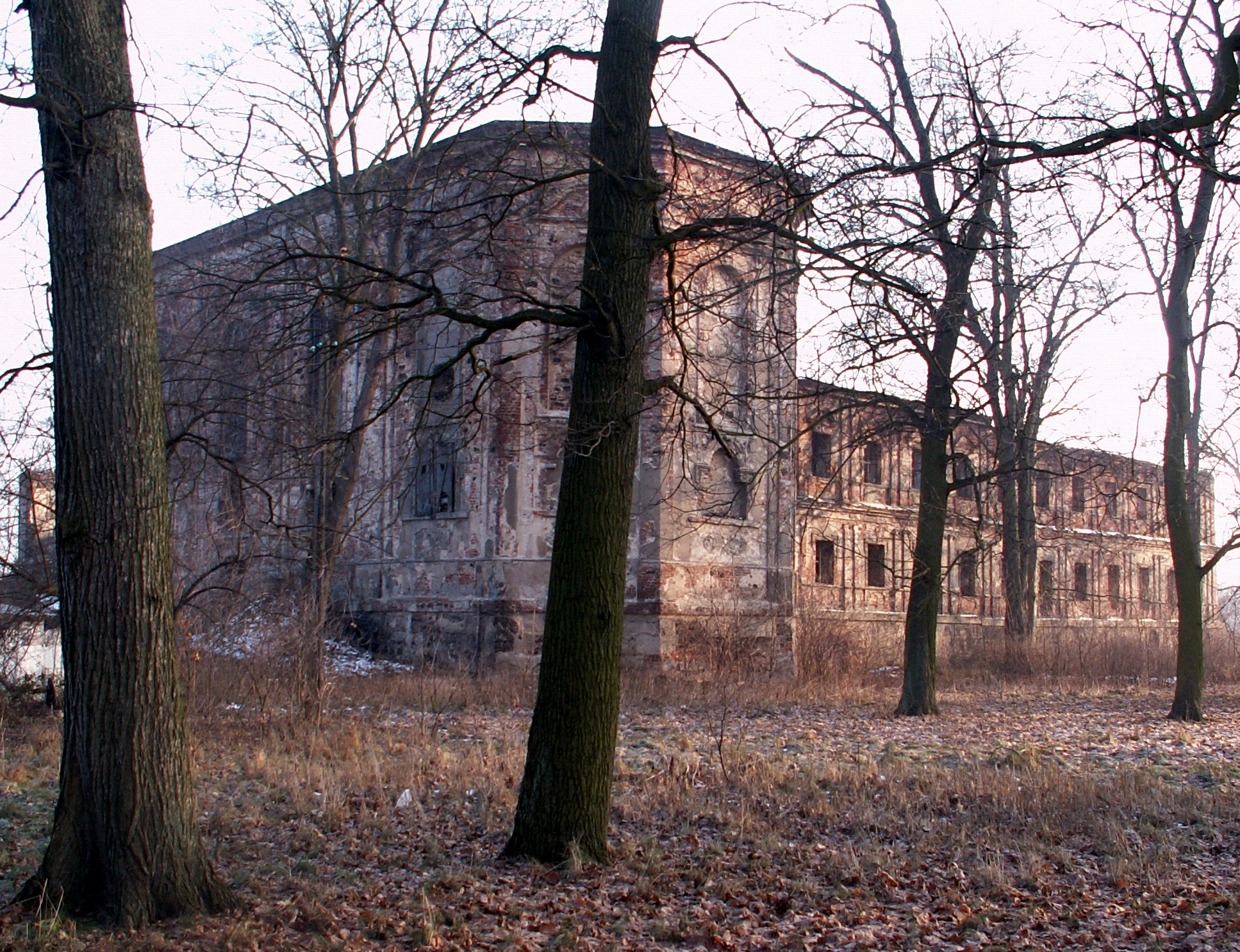
Ruiny zamku
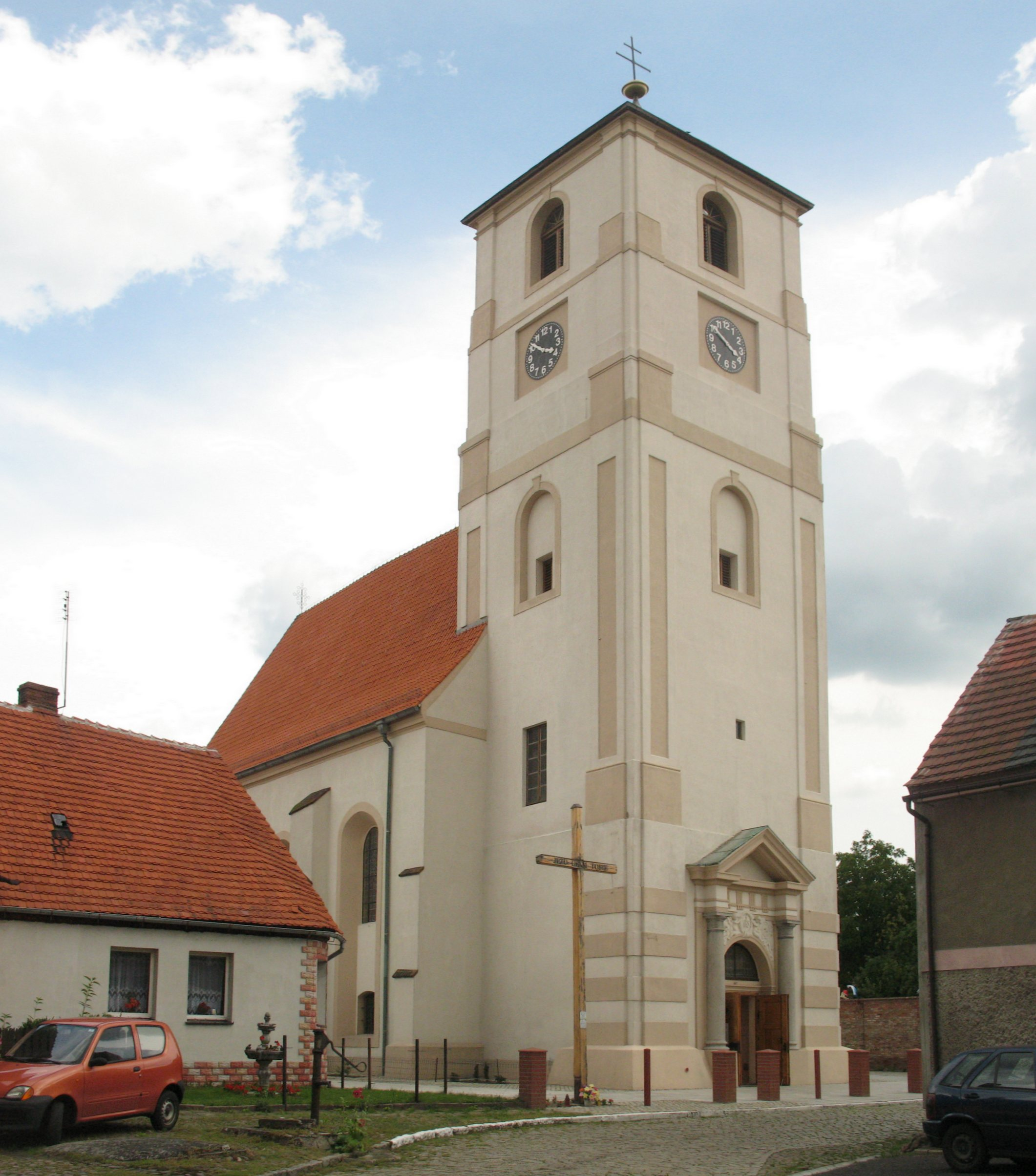
Kościół pw. Podwyższenia Krzyża Świętego
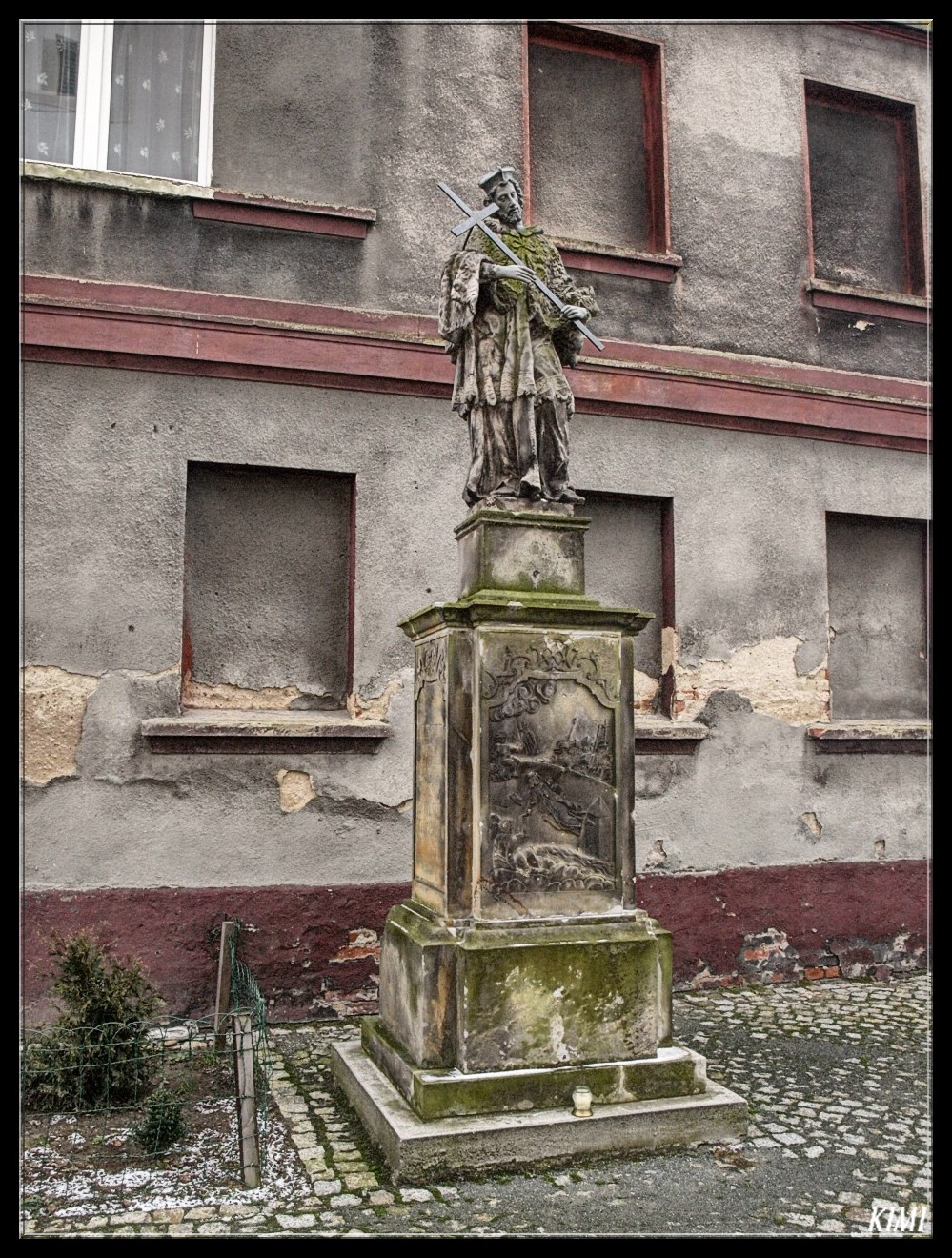
Figura św. Jana Nepomucena
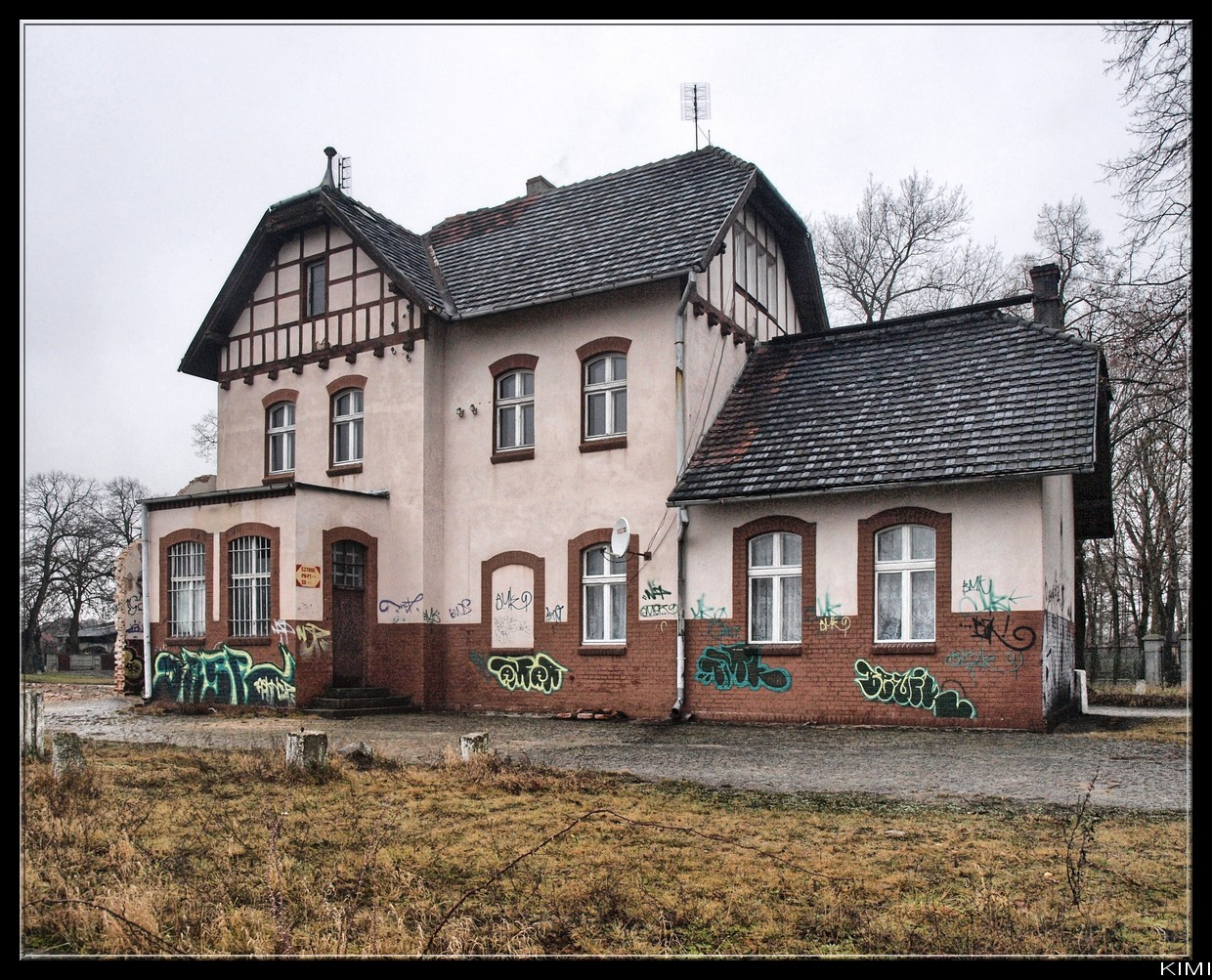
Stacja kolejowa w Otyniu